# Gülay Uğurata
Gülay Uğurata (1940 - 1995) fou una pianista turca. Va començar a rebre clases de piano a cinc anys. Va ser alumna de Ferdi Ştatzer al Conservatori Municipal d'Istanbul.
Va ser professora de famosos pianistes com ara Burçin Büke. Uğurata va ser distingida com un dels primers Artistes de l'Estat de Turquia el 1971.
Ha estat casada amb l'enginyer de geologia Behiç Çongar. La filla de la parella Yasemin Çongar (n. 22 de desembre de 1966) és periodista.